# Sunday Times Rich List
De Sunday Times Rich List is een overzicht op basis van schatting van de 1000 rijkste personen of families in het Verenigd Koninkrijk dat sinds 1989 elk jaar in april door The Sunday Times wordt gepubliceerd. De lijst beperkt zich niet tot personen die hun hele leven in het Verenigd Koninkrijk doorbrengen, maar omvat ook degenen die in het Verenigd Koninkrijk werkzaam zijn of er in ieder geval het grootste deel van hun tijd verblijven. De schattingen zijn gebaseerd op allerhande publieke informatie en cijfers uit de voorafgaande maand januari. Naast de algemene lijst wordt ook een lijst gepubliceerd per categorie (Jong, Muziek, Film en televisie, jonge sporters, politieke donoren, echtparen, Mode, Aziaten, aristocraten, Internet), per regio, en een lijst voor Ierland.  
Ook de motivatie van de uitgevers met betrekking tot het samenstellen van de lijst worden elk jaar gepubliceerd. Dit zowel in de papieren versie van het tijdschrift als in de online versie.

## Boekversie
De Rich List wordt tegenwoordig ook in boekvorm uitgegeven door Philip Beresford. Deze lijst is vollediger en omvat de 5000 rijkste personen inclusief hun zakenadres:
- Sunday Times Rich List 2006-2007 werd gepubliceerd door A & C Black in december 2006 (ISBN 978-0713679410).
- Sunday Times Rich List 2007-2008 zou door A & C Black worden gepubliceerd in november 2007 (ISBN 978-0713685152), maar dit ging niet door vanwege een conflict tussen de uitgever en The Sunday Times. De uitgever wilde een CD-versie aan het boek toevoegen, maar The Sunday Times was hierop tegen uit vrees voor mogelijke concurrenten die dit zouden misbruiken om hun eigen lijsten op te gaan stellen.[2]